# Alois Beichert
Alois Beichert (* 23. November 1893 in Rittersbach; † 2. April 1945 in Oberwittstadt) war ein deutscher römisch-katholischer Geistlicher und Märtyrer.

## Leben
Alois Beichert wuchs als Sohn eines Mühlenbesitzers im Odenwald auf. Er besuchte die Lendersche Lehranstalt in Sasbach und das Ludwig-Wilhelm-Gymnasium in Rastatt, leistete Kriegsdienst im Ersten Weltkrieg und machte 1919 Abitur. Er studierte Theologie in Freiburg im Breisgau und am Priesterseminar in St. Peter und wurde am 18. Juni 1922 zum Priester geweiht. Die Stationen seines Wirkens waren: Sinzheim, Ottenhöfen im Schwarzwald, Herrenwies (Forbach), Freudenberg (Baden), Ettlingen, Luisenhöhe (Horben), Ichenheim, Neusatz (Bühl), Lobenfeld (1932) und schließlich 1938 Oberwittstadt (zwischen Mosbach und Bad Mergentheim), wo er Pfarrer wurde.
In Oberwittstadt wurde er am Ostersonntag 1945 Opfer eines sogenannten Endphaseverbrechens. Beim Herannahen der US-Armee hisste man auf dem Kirchturm die weiße Fahne. SS-Offiziere und Soldaten der Fahnenjunkerschule Rosenheim besetzten den Ort und misshandelten Pfarrer Beichert so schwer, dass er am Ostermontag starb.

## Gedenken
Die deutsche römisch-katholische Kirche hat Alois Beichert als Märtyrer aus der Zeit des Nationalsozialismus in das deutsche Martyrologium des 20. Jahrhunderts aufgenommen. In der Wallfahrtskirche Maria Lindenberg erinnert eine Gedenktafel an ihn.